# Ludmila Manicler
Ludmila Manicler (San Pedro, Buenos Aires, Argentina, 6 de julio de 1987) es una futbolista argentina. Formó parte de la selección femenina de fútbol de Argentina y participó de la Copa Mundial de 2007 y de los Juegos Olímpicos de 2008.

## Trayectoria

### Clubes
Comenzó a jugar de pequeña en su San Pedro natal. En 1995, con ocho años de edad, jugó un partido correspondiente a la quinta división de la Liga Infantil que fue cubierto por la prensa local. El hecho de que una niña jugara al fútbol junto a varones generó controversias y las autoridades de la liga le prohibieron seguir participando.
A través de una filial de River Plate, ubicada en la misma ciudad, fue descubierta por el entrenador Rubén Torres, quien decidió integrarla al plantel del club, comenzando de esa manera su carrera en la Primera División Femenina de Argentina.
En 2005 llegó al Club Atlético Independiente en donde volvería a ser dirigida por su antiguo entrenador Rubén Torres, quien se acordó de ella y decidió invitarla. Jugando para la institución participaría de una buena campaña en la temporada 2006 en donde estaría cerca de la obtención del campeonato, quedando finalmente en un tercer puesto. Fue durante su etapa en el club que comenzó a ser convocada a la selección nacional disputando varios torneos de gran relevancia internacional.
Luego estuvo un tiempo en Santiago Morning de Chile y en 2011 pasó al F.C. Barcelona en España, equipo con el que salió campeona en la temporada 2011-12 de la Primera División Femenina de España logrando el primer título en la historia del club.
También jugó al futsal en el Club Sportivo Barracas, siendo capitana del equipo.
Su primera etapa jugando en Boca Juniors comenzó en 2012 y duró hasta 2014. En ese periodo, bajo la dirección técnica de Marcela Lesich, conquistó tres campeonatos consecutivos: los torneos Apertura 2012, Clausura 2013 e Inicial 2013;
y también disputó con el club la Copa Libertadores en las ediciones de 2012 y 2013.
En 2019 se encontraba jugando en Boca Juniors y en el marco del inicio de la profesionalización del fútbol femenino en Argentina integró el primer plantel profesional del club. Luego de disputar la temporada 2019-20, en donde fue partícipe de partidos históricos, como el primer superclásico femenino de la era profesional, a mediados de 2020 anunció su partida de la institución.

## Selección nacional
En 2005 fue su debut con la selección sub-20 y en 2006 participó del Sudamericano sub-20 disputado en Chile, en donde obtuvo el subcampeonato, y de la Copa Mundial Sub-20 celebrada en Rusia, en donde fue la goleadora del equipo nacional marcando tres goles en un solo partido.

Con la selección absoluta participó del Sudamericano de 2006 en Mar del Plata, obteniendo el primer título internacional en la historia del seleccionado y siendo autora de uno de los goles en la fase final del torneo. En 2007 formó parte del plantel argentino que disputó la Copa Mundial Femenina de Fútbol celebrada en China. Al año siguiente participó de los Juegos Olímpicos de Pekín 2008 y fue autora del primer y único gol marcado por la selección argentina en dicha competición.

### Participaciones en Copas del Mundo
| Torneo               | Sede  | Resultado    | Partidos | Goles | Asistencias |
| -------------------- | ----- | ------------ | -------- | ----- | ----------- |
| Copa Mundial de 2007 | China | Primera fase | 2        | 0     | 0           |

## Palmarés

### Campeonatos nacionales
| Título             | Club           | País      | Año  |
| ------------------ | -------------- | --------- | ---- |
| Primera División   | F.C. Barcelona | España    | 2012 |
| Primera División A | Boca Juniors   | Argentina | 2012 |
| Primera División A | Boca Juniors   | Argentina | 2013 |
| Primera División A | Boca Juniors   | Argentina | 2013 |

### Campeonatos internacionales
| Título                  | Equipo              | País      | Año  |
| ----------------------- | ------------------- | --------- | ---- |
| Campeonato Sudamericano | Selección Argentina | Argentina | 2006 |

## Reconocimientos
- En 2019, en su ciudad natal, un torneo de fútbol femenino organizado por la Liga Deportiva Sampedrina  fue denominado en su honor como Torneo Ludmila Manicler.[19]